# Die Rache des Gorilla
Die Rache des Gorilla ist ein US-amerikanischer Abenteuerfilm aus dem Jahr 1944 von Sam Newfield mit Buster Crabbe in der Hauptrolle.

## Handlung
T. F. Stockwell arbeitet in einer Bank in Kairo. Er stiehlt aus dem Tresor Geld und Juwelen und flüchtet mit seiner kleinen Tochter Doreen per Flugzeug. Ein Sturm führt dazu, dass der Pilot eine Notlandung im Dschungel durchführen muss. Stockwell tötet den Piloten, als der das gestohlene Geld und die Juwelen entdeckt. Unterdessen findet Doreen einen verletzten Gorilla und pflegt ihn.
Jahre später kommt Ray Gorman, Sohn des damaligen Bankdirektors, in die Nähe der Absturzstelle. Dabei wird er von dem Pärchen Carl und Marie beobachtet. Gorman rettet Carls Diener Tobo, der ihm von einer weißen Hexe erzählt, die vom Himmel kam. Gorman schließt aus der Erzählung, dass es um einen Absturz gehen muss.
Gefolgt von Carl und Marie lässt sich Gorman von Tobo zum Wrack führen. Gorman erzählt Tobo, was vor Jahren geschah. Sein Vater wurde als Stockwells Komplize verdächtigt, was ihn in den Selbstmord trieb. Nun will Gorman den Namen seines Vaters reinwaschen. Er glaubt, dass es sich bei der weißen Hexe um Doreen handelt. 
Auf der Suche nach Nahrung wird Tobo von einem Gorilla getötet. Nachdem Gorman den Toten gefunden hat, folgt er den Spuren zu einer Höhle, wo er eine Brosche findet. Gorman wird von dem Gorilla angegriffen, doch Doreen schreitet ein und hält ihn auf. Der Gorilla hört auf den Namen Sampson und will Doreen beschützen. Gorman will die Juwelen zurückbringen, doch Doreen weigert sich, der Schmuck gehöre ihr.
Marie erscheint in der Höhle und warnt Gorman vorgeblich vor Carl. Um an die Juwelen zu kommen, schlägt sie vor, den Gorilla in eine Falle zu locken. Tatsächlich gelingt es, den Gorilla in einen selbstgebauten Käfig zu sperren. Gorman durchsucht die Höhle nach den Juwelen. Derweil hat Marie Carl geholt, zwischen den Männern entbrennt ein Kampf. Carl kann Gorman k.o. schlagen. Mit dem Schmuck flüchten Marie und Carl in den Dschungel, gefolgt von Doreen.
Doreen verlangt den Schmuck zurück. Carl macht ihr Avancen, was Marie so aufbringt, dass sie Sampson freilässt, damit er Carl angreift. Sampson jedoch wendet sich gegen sie und trampelt sie zu Tode. Gorman erwacht aus seiner Bewusstlosigkeit und greift Carl an. Wieder kann Carl Gorman niederschlagen, diesmal will er ihn gleich erschießen und zückt eine Waffe. Sampson stürzt sich auf Carl, der auf den Gorilla feuert. Sampson erschlägt Carl, bricht zusammen und stirbt. Gorman verspricht der trauernden Doreen, sie nach Hause zu bringen.

## Produktion
Gedreht wurde der Film von Ende Oktober bis Anfang November 1943.
Der Film wurde in den USA unter drei Titeln veröffentlicht. In New York erschien er als Nabonga, in Los Angeles als The Girl and the Gorilla. Das Copyright erhielt er am 30. Januar 1944 als Nabonga Gorilla.

## Stab und Besetzung
Für Julie London war es das Filmdebüt. Die Rolle der Doreen Stockwell als Kind wurde von Jackie Newfield gespielt, der Tochter des Regisseurs. Ray Corrigan war einer der Darsteller, die in das Gorillakostüm schlüpften.

## Veröffentlichung
Die Premiere des Films fand am 25. Januar 1944 statt. In der Bundesrepublik Deutschland kam er am 24. Oktober 1958 in die Kinos.

## Kritiken
Das Lexikon des internationalen Films schrieb: „Bescheidener Abenteuerfilm, der von den Tarzan- und King Kong-Mythen zehrt.“